# Rolo to the Rescue
Rolo to the Rescue är ett TV-spel från 1992 som utgavs av Electronic Arts till Sega Mega Drive. 
I detta plattformsspel styr spelaren elefanten Rolo som har rymt från cirkusen. Under spelets gång möter man olika djur (kanin, ekorre, bäver och mullvad) som Rolo kan rädda och bli vän med. Deras egenskaper hjälper sedan Rolo på sin färd.